# Henriette d'Angeville
Henriette d'Angeville (Semur-en-Brionnais, 10 marzo 1794 – Losanna, 13 gennaio 1871) è stata un'alpinista francese.

## Biografia
La contessina Henriette d'Angeville nacque nel 1794 a Semur-en-Brionnais, in Borgogna, da una famiglia aristocratica francese. Durante la Rivoluzione suo nonno venne giustiziato; suo padre fu invece arrestato e, dopo essere stato rilasciato, si trasferì con la famiglia in una proprietà a Hauteville-Lompnes, nella regione del Bugey.
Fin da giovane si appassionò di alpinismo, che al tempo si stava diffondendo tra gli uomini ma era considerato un'attività non adatta alle donne. Non sposandosi mai e godendo di un certo benessere economico poté dedicarsi liberamente a questa sua passione e nel 1838, quando decise di cimentarsi con la salita alla vetta del Monte Bianco, aveva già compiuto alcune scalate come quella del Jardin de Talèfre a 2700 metri di quota.
Dopo anni di attesa e un'attenta preparazione nel 1838 riuscì a coronare il suo sogno di raggiungere la vettà del Monte Bianco. In seguito continuò a scalare, raggiungendo più di venti altre vette, l'ultima delle quali - l'Oldenhorn in Svizzera di circa 3000 metri - nel 1863 a 69 anni di età.
Oltre che all'alpinismo si interessò anche di geologia e speleologia e fondò un museo di mineralogia a Losanna, dove morì nel 1871.

## La scalata del Monte Bianco

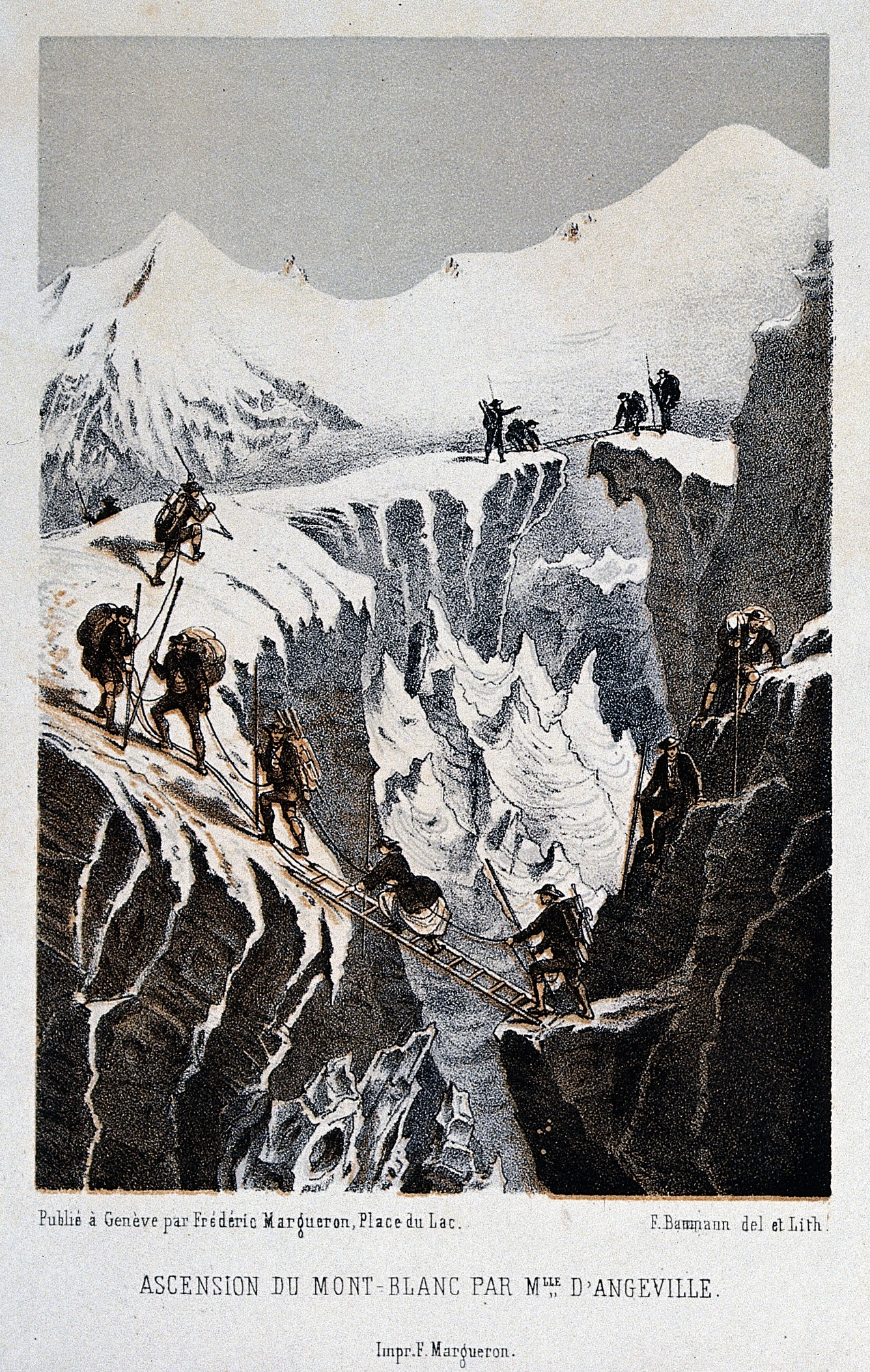
Henriette d'Angeville e il suo seguito durante la salita al Monte Bianco in una litografia di F. Baumann

Henriette d'Angeville pianificò accuratamente e di persona tutti i dettagli della spedizione sul Monte Bianco, dal reclutamento degli accompagnatori - sei guide e sei portatori - all'equipaggiamento e al proprio abbigliamento. In uno dei primi capitoli del diario su cui registrò tutti i dettagli dell'impresa descrisse come la propria tenuta da scalata, che pesava più di sette chili, comprendeva pantaloni in lana foderati, un vestito in lana scozzese imbottito, un cappello foderato di pelliccia, una maschera in velluto per proteggere le guance e un boa in pelliccia. L'equipaggiamento, oltre a quanto necessario per il bivacco sui Grands Mulets e a scale di legno per superare i crepacci, comprendeva un grande ventaglio che le guide avrebbero potuto usare per assisterla nel caso le fosse mancata l'aria, un ventaglio più piccolo, uno specchio, un cannocchiale, due fiaschette di latte di mandorla e limonata, un corno per aiutare a calzare le scarpe, un fornelletto per preparare il tè e diverse penne con cui prendere appunti sul proprio taccuino.
In molti cercarono di dissuaderla, pensando che la sua fosse solo una trovata per far parlare di sé nei salotti parigini, giudicando che a 44 anni era troppo vecchia per una scalata, avvertendola che il corpo femminile non era in grado di sopportare simili altitudini e che, in caso di tragedia, avrebbe avuto sulla coscienza la morte degli altri componenti della spedizione che, diversamente da lei, avevano una famiglia.
D'Angeville non si lasciò scoraggiare e alle prime luci dell'alba del 2 settembre 1838 (3 settembre secondo altre fonti) la comitiva partì da Chamonix diretta verso i Grands Mulets, dove montarono il bivacco. Alle due del mattino del giorno seguente ripartirono in direzione della vetta. Inizialmente le guide rimasero stupite dall'agilità e bravura nello scalare della contessina ma arrivati al Dôme du Goûter, a 4300 metri di quota, il freddo e la fatica iniziarono a farsi sentire. Henriette d'Angeville dovette chiedere spesso di fermarsi a riposare, tanto che una guida le propose di portarla in spalla per l'ultimo tratto. Giudicando quella proposta come un affronto d'Angeville si fece forza e alle 13:25 del 3 settembre (4 settembre secondo altre fonti) la comitiva raggiunse infine la vetta, dove festeggiarono brindando con bicchieri di champagne.
Henriette d'Angeville divenne così la seconda donna a raggiungere la vetta del Monte Bianco ma, dal momento che Marie Paradis, che aveva compiuto l'impresa 30 anni prima, aveva dovuto essere portata in spalla per parte del tragitto, è considerata la prima ad averla scalata con le proprie forze. Rientrata a Chamonix d'Angeville venne soprannominata "la fidanzata del Monte Bianco", ricevette molte congratulazioni, tra cui quella della stessa Marie Paradis, e per qualche tempo la sua impresa fu raccontata in conferenze e articoli di giornale, ma non divenne mai realmente famosa come alpinista.

## Ilcarnet vert
Sia durante la fase di preparazione che durante la scalata d'Angeville aveva preso nota sul proprio taccuino verde di tutti i dettagli della spedizione. Una volta tornata a valle rielaborò le proprie annotazioni e si rivolse ad alcuni pittori di Ginevra affinché realizzassero oltre cinquanta chine e acquerelli con cui accompagnare il testo. Provò quindi a fare pubblicare il diario illustrato da un editore di Parigi ma non ebbe successo, e decise quindi di conservare l'opera per sé. Solo nel 1986, in occasione del secondo centenario della prima ascensione alla vetta del Monte Bianco da parte di Jacques Balmat e Michel Gabriel Paccard, una discendente di Henriette d'Angeville propose il diario all'editore Arthaud che lo pubblicò l'anno successivo. In seguito l'opera è stata anche tradotta in italiano con il titolo La mia scalata al Monte Bianco.